# Purmerend (plantage)
Purmerend was een koffieplantage aan de Commewijnerivier in het district Commewijne in Suriname. Zij lag links bij het opvaren, stroomafwaarts naast plantage Welgevallen en stroomopwaarts naast plantage Klein Bellevue.

## Geschiedenis
In 1747 werd het Fort Nieuw-Amsterdam opengesteld. Hierdoor werd het moerasgebied aan de beneden-Commewijne beschermd tegen vijandelijke invallen, en werd het uitgegeven voor de aanleg van plantages. Hiervan werd 500 akkers uitgegeven aan gouverneur Johan Jacob Mauricius. Hij noemde de plantage naar de stad Purmerend waar hij woonde voor zijn vertrek naar Suriname. Naar hem werd de plantage in het Sranantongo Mouritie genoemd.
Mauricius schonk de grond aan zijn zoon Pieter, die als vaandrig en adjudant van zijn vader naar Suriname gekomen. Spoedig daarna werd de plantage uitgebreid tot 950 akkers. Eind 1742 trouwde hij met Anna Magdalena Bleij, dochter van commandeur Johannes Bleij. Door zijn huwelijk werd hij ook eigenaar van de plantages Courcabo en Simiritibo aan de Boven-Commewijne.
De plantage Purmerend werd overgenomen door W. Verweerd. Naar hem werd de plantage in het Sranantongo Verwerie genoemd. Na zijn overlijden werd het fonds J.S. van de Poll de eigenaar. Dit fonds bezat in die tijd veel plantages. Na 1833 werd de plantage gebruikt als kostgrond voor de nabijgelegen plantage Zorg en Hoop. Tussen 1835 en 1842 waren de slaven elders overgebracht en werd de plantage verlaten.
A la bonne heure · Anna's Zorg · Akkerboom · Alliance · Alkmaar · Andresa · Auka · Andreesgift · Bantaskine · Barbados · Batavia · Beekenhorst · Belladrum · Bellevue · Belwaarde · Beninenburg · Berg en Dal · Bergen op Zoom · Berlijn (Commewijne) · Berlijn (Para) · Bethlehem · Boksweide · Boston · Botany Bay · Boxel · Bronswijk · Brouwerslust · Bruinendaal · Bucklebury · Buitenrust · Burnside · Cadrosspark · Caledonia · Campenburg · Cannewapibo · Catharina Sophia · Clevia  · Cliffort-Kokshoven · Clyde · Concordia · Concordia en een Kwart Lot · Courcabo · De Dageraad · De Goede Vriendschap · De Resolutie · De Vier Hendrikken · Diamond · Dijkveld · Domburg · Dordrecht · Eendragt · Elisabeth's Hoop · Ellen · L'Espérance (Nickerierivier) · L'Espérance (Surinamerivier) · Esthersrust · Fairfield · Fortuin · Flora · Florentia · Frederiksburg · Frederiksdorp · Frederikslust · Geertruidenberg · Geyersvlijt · Glensander · Gloria · Groot Chatillon · Groot Marseille · Guadeloupe · Hague · Hamburg · Hamilton · Hamptoncourt · Hannover · Hazard · Hebron · Hecht en Sterk · Hooyland · Hope · Houttuin · Huntly · Huwelijkszorg · Inverness · Jagtlust · Jodensavanne · Johan & Margaretha · Johanna Catharina · Johanna Maria · Johannesburg · John · Katwijk · Kent · Kerkshoven · Killenstein · Klein Bellevue · Kleinhoop · Krappahoek · Kroonenburg · Kwatta · La Jalousie · La Prosperité · La Rencontre · La Ressource (Saramacca) · La Ressource (Surinamerivier) · La Singularité · Laarwijk · Leasowes · Leliëndaal · Leonsberg · Livorno · Longmay · Lunenburg · Lust en Rust · Lustrijk · Maasstroom · Margarethenburg · Maria Petronella · Mariënbosch · Mariënburg · Margaretha's Gift · Mary's Hope · Meerzorg · Merveille · Moed en Kommer · Mon Bijou · Mon Souci · Mon Trésor · Monnikendam · Mopentibo · Morgenster · Moy · Nieuw Mocha · Nieuwzorg · Nieuwe Aanleg · De Nieuwe Grond · Nijd en Spijt · Novar · Nursery · Nut en Schadelijk · Onoribo · Onverwacht · Oranibo · Ornamibo · Overbrug · Overtoom 
· Oxford · Palestina · Paradise · Persévérance · Petersburg · Picardië · Peperpot · Pieterszorg · Plaisance · Poelwijk · Potosie · Purmerend · Reijnsdorp · Reijnsfort · Rijnberk · Roosenburg · Rorac · Rust en Werk · Rustenburg · Saltzhalen · Sans Souci · Saphir · Sarah · Sardam · Schaapstede · Schoonoord · Sinabo en Gelre · Sint Barbara · Sint Eustatius · Slootwijk · Sorgvliet · Spieringshoek · Standvastigheid · Suidwijn · Suzanna's Daal · Toevlugt (Surinamerivier) · Tout Lui Faut · Toledo · Totness · Tyronne · 't Vertrouwen · Victoria · Vierkinderen · Visserszorg · Voorburg · Voorzorg (Saramacca) · Vossenburg · Vredenburg · Vriendsbeleid en Ouderzorg · Vreeland · Waltonhall · Waldijk · Waterloo · Wederzorg · Welbedacht · Welgelegen (Commewijne) · Welgelegen (Coronie) · Welgevallen · Weltevreden · Wolffs Capoerica · Wolfenbüttel · 't Ylant · Zoelen · Zorg en Hoop (hout) · Zorg en Hoop (indigo) · Zorg en Hoop (katoen) · Zorg en Hoop (suiker)